# 오다이바 해변공원

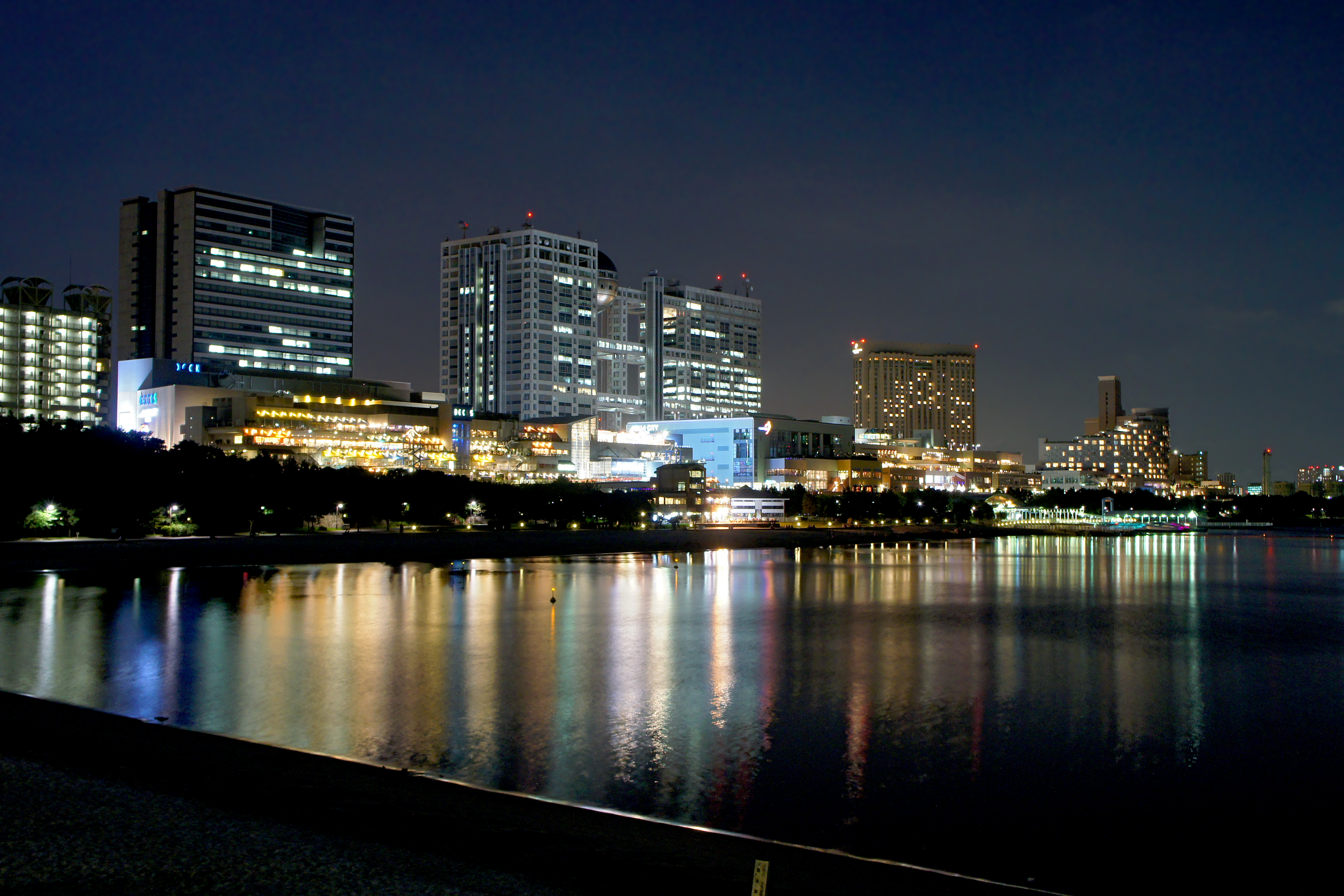
오다이바 해변공원

오다이바 해변공원(일본어: お台場海浜公園 오다이바카이힌코엔[*])은 일본 오다이바에 있는 공원이다. 공원 전망대에서는 레인보우 브리지와 도쿄 타워를 볼 수 있다.

## 인근 역
- 오다이바 해빈공원 역